# Proechimys roberti
Espèce
Synonymes
- Proechimys arescens Osgood, 1944
- Proechimys boimensis Allen, 1916
- Proechimys oris Thomas, 1904

Statut de conservation UICN

 LC  : Préoccupation mineure
Proechimys roberti est une espèce de mammifères rongeurs de la famille des Echimyidae qui regroupe des rats épineux originaires d'Amérique latine.

## Liens externes

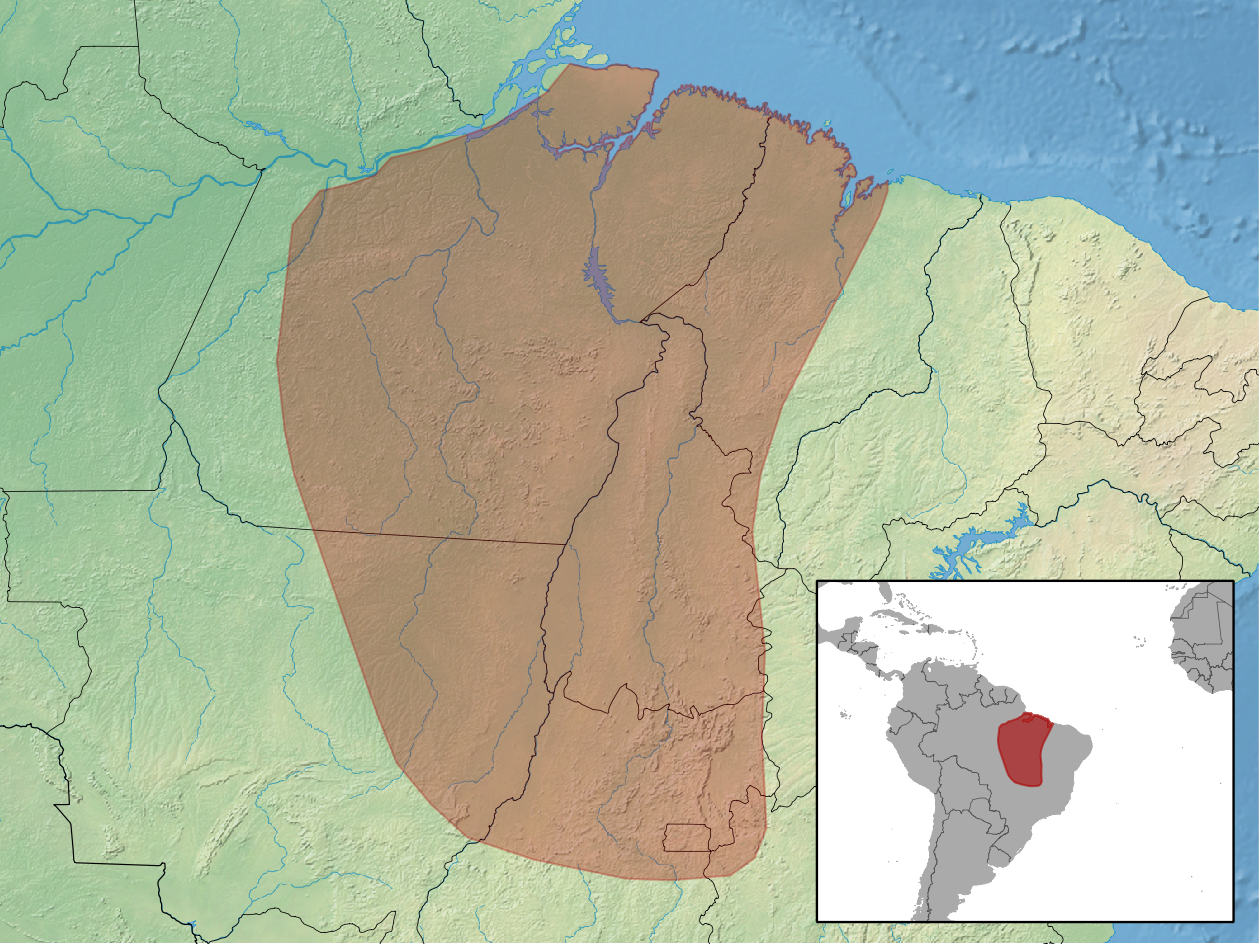
Répartition de l'espèce.